# Boeing X-43
Die Boeing X-43 ist ein unbemanntes, als Lifting Body ausgelegtes Versuchsflugzeug der US-amerikanischen Raumfahrtbehörde NASA.

## Entwicklung und Testflüge

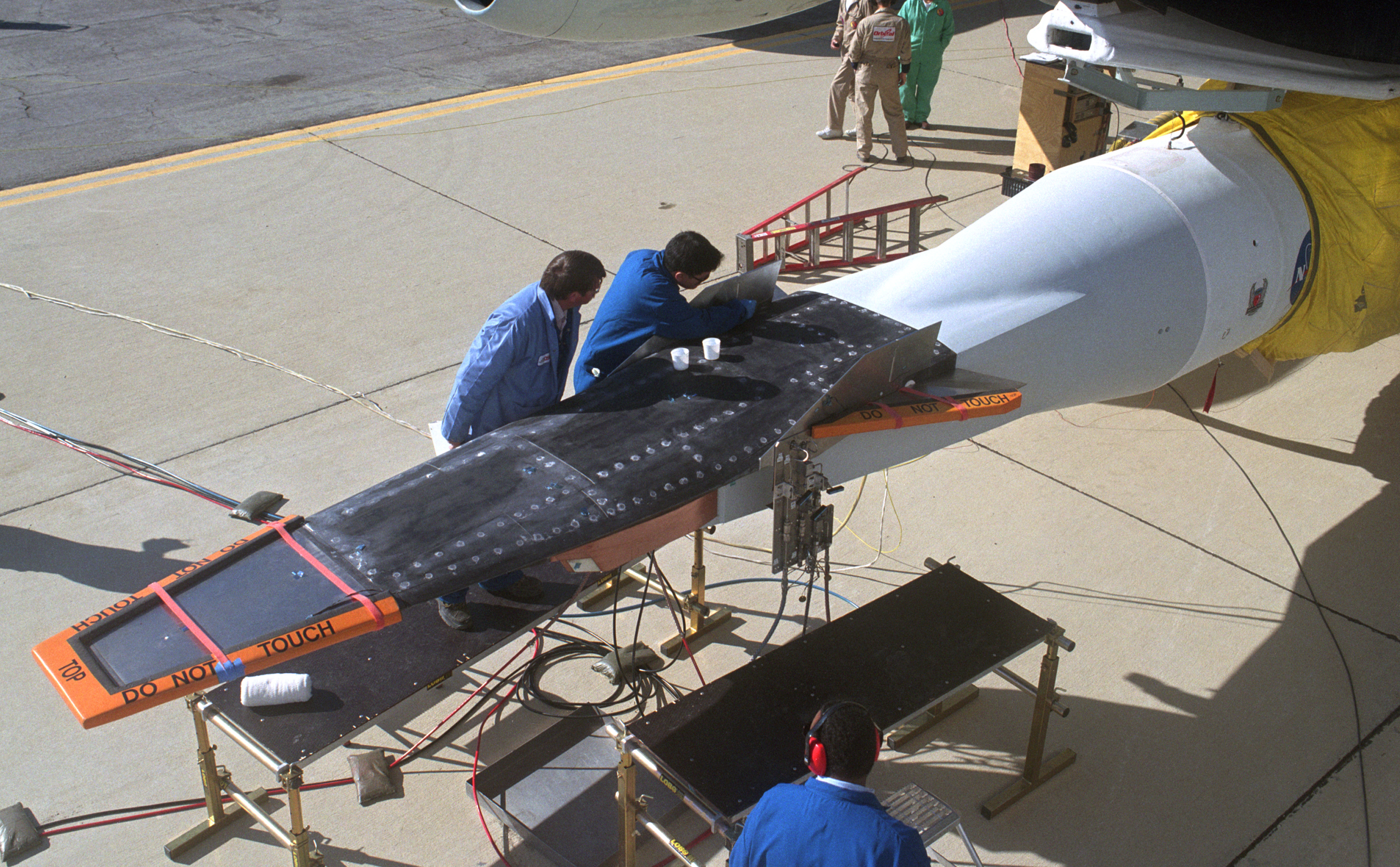
Die X-43A wird auf eine modifizierte Pegasus-Rakete unter dem rechten Flügel einer B-52B montiert.

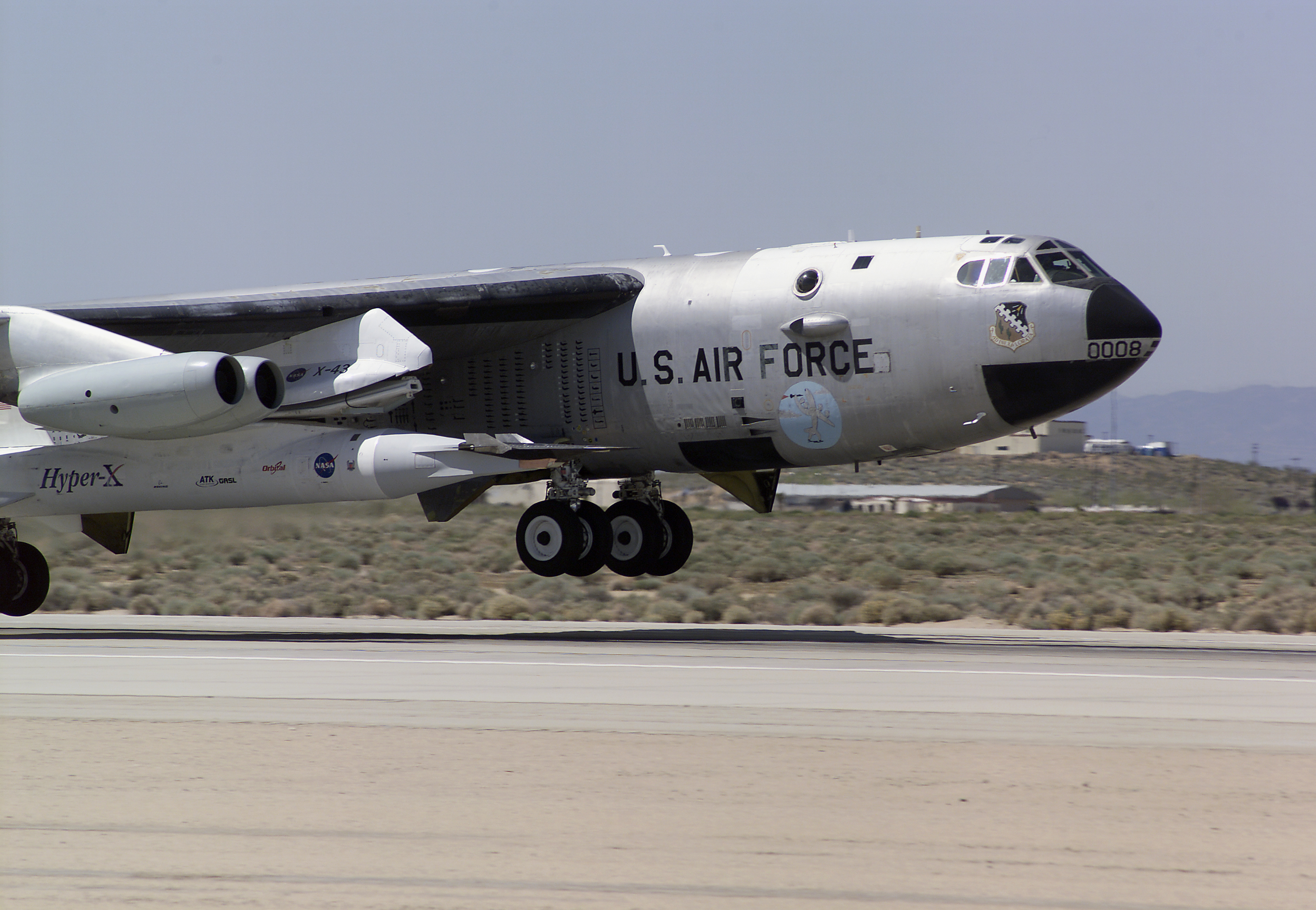
Start der X-43A mit einer B-52B.

Nachdem die DARPA in Zusammenarbeit mit Rockwell das Projekt X-30 NASP (National Aero Space Plane) im Jahre 1993 erfolglos beendet hatte, initiierte die NASA sieben Jahre später mit dem Programm „Hyper-X“ die Entwicklung der X-43A, eines unbemannten und hypersonischen Vehikels. Die drei gebauten Exemplare (genannt Hyper-X 1 bis 3) wurden für eine Einmalverwendung konzipiert. Angetrieben wird das Flugzeug durch ein Staustrahltriebwerk mit Überschallverbrennung.
Das 4,6 × 1,5 Meter große Überschallflugzeug, das für Geschwindigkeiten bis Mach 10 ausgelegt war, war auf eine modifizierte, einstufige Variante der Pegasus-Rakete aufgesattelt. Von einer umgerüsteten Boeing NB-52 wurde das Fluggerät in einer Flughöhe von 12.200 bis 13.000 Meter abgesetzt. Die sogenannte HXLV-Pegasus-Variante wurde mit speziellen Steuerflächen und Stabilisatoren nachgerüstet. Sie brachte das 1270 Kilogramm schwere Fluggerät weiter auf eine größere Höhe (bis etwa auf 95.000 Fuß bzw. 30.000 Meter) von der Edwards AFB in Kalifornien, USA.
Der erste Test (mit der Hyper-X 1) am 2. Juni 2001 schlug fehl, der zweite Test (mit der Hyper-X 2) am 27. März 2004 vor der Küste Kaliforniens wurde mit Erfolg durchgeführt. Nach elf Sekunden planmäßiger Brenndauer des Staustrahltriebwerks wurde knapp siebenfache Schallgeschwindigkeit (exakt Ma = 6,83) bzw. Hyperschallgeschwindigkeit erreicht – ein neuer Rekord für Flugzeuge mit luftatmenden Triebwerken. Dabei wurde eine Höhe von 24 Kilometern erreicht und eine Strecke von 24 Kilometern zurückgelegt. Nachdem das Staustrahltriebwerk seine Arbeit beendet hatte, konnten die Flugoperatoren anschließend das Flugzeug im Gleitflug bis zum Absturz in den Pazifik steuern. Das dritte und somit das letzte Exemplar des Hyper-X 3-Demonstrators konnte bereits am 16. November 2004 erneut eine Rekordgeschwindigkeit von Mach 9,66 (10.617 km/h) und eine Höhe von 34 Kilometern erreichen. Das Überschallflugzeug hielt die Rekordgeschwindigkeit etwa zehn Sekunden lang durch.
Das Triebwerk arbeitete rund zwölf Sekunden, danach schmolz das Staustrahltriebwerk aufgrund der konstruktionsbedingt fehlenden aktiven Kühlung des Triebwerks. Dann führte es einige Minuten lang voreingestellte Flugmanöver aus, um dann planmäßig in den Pazifik zu stürzen.

## Antrieb
Die X-43A wird durch ein Staustrahltriebwerk (engl. Scramjet) angetrieben, das im Überschallbereich operiert. Anders als konventionelle Strahltriebwerke hat ein Staustrahltriebwerk keine sich drehenden Teile. Die einströmende Luft wird nicht durch Turbokompressoren, sondern durch das Auftreffen auf das sich bewegende Flugzeug in Kombination mit dem konvergenten Einströmbereich verdichtet. Im Punkt mit der kleinsten Querschnittsfläche des Triebwerks wird Treibstoff eingespritzt und gezündet, welcher die vorbeiströmende Luft schlagartig erhitzt, so dass sie sich ausdehnt, durch den fluggeschwindigkeitsbedingten Staudruck von vorn vollständig nach hinten ausgestoßen wird und so Schub erzeugt. Als Treibstoff wurde Wasserstoff verwendet. Dadurch, dass die Verbrennung bei Überschallgeschwindigkeit abläuft, erhöhen sich die technischen Anforderungen.

## Nachfolger
Nach Ende des X-43-Projekts setzte die US Air Force ihre Forschungen im Hyperschallbereich mit der X-51A fort. Der Erstflug fand am 26. Mai 2010 statt.